# Podoxymys roraimae
Podoxymys roraimae es una especie de roedor de la familia Cricetidae.

## Distribución geográfica
Se encuentra en Guayana, Venezuela y Brasil. 